# Leandro Cufré
Leandro Damián Cufré (La Plata, 9 de maio de 1978) é um ex-futebolista argentino que atuava como zagueiro.